# 沙菲克·布奧德
沙菲克·布奧德（Chafik Bouaoud，1999年2月12日—）是一名阿爾及利亞射擊運動員，主攻10公尺空氣步槍項目。他曾獲得非洲錦標賽男子10公尺空氣步槍冠軍。

## 外部連結
- ISSF （页面存档备份，存于）